# Івановка (Богатівський район)
Івановка (рос. Ивановка) — село в Богатівському районі Самарської області Російської Федерації.
Населення становить 225 осіб. Входить до складу муніципального утворення сільське поселення Богате.

## Історія
Від 2005 року входило до складу муніципального утворення сільське поселення Богате.

## Населення
| 2010 |
| ---- |
| 225  |